# Сюэ Юйян
Сюэ́ Юйя́н (кит. упр. 薛玉洋, пиньинь Xuē Yùyáng; род. 4 октября 1982 года, Боай, Хэнань) — китайский профессиональный баскетболист, в последнее время выступавший за китайский клуб «Хэнань Шедьян».

## Карьера

### Клубная карьера
Начинал карьеру в Китае. Уехал из Китая неофициально, так как руководство китайской баскетбольной ассоциации запретило ему играть в США. В 2003 году выставил свою кандидатуру на драфт НБА. Был выбран командой «Даллас Маверикс» под общим 57-м номером, затем обменян в «Денвер Наггетс». Все же игроку не удалось уехать и он отправился играть в Шэньчжэнь.
В сезонах 2005-11 выступал за китайский клуб «Синьцзян Флайн Тайгерс».